# Григорій Антоній Огінський
Григорій Антоній Огінський (пол. Grzegorz Antoni Ogiński; 23 червня 1654 — 17 жовтня 1709, Люблин) — політичний і військовий діяч Великого князівства Литовського і Речі Посполитої, чашник великий литовський в 1684—1687, хорунжий великий литовський в 1687—1698, староста жемайтійський з 1698 і одночасно польний гетьман литовський з 1703 року. У 1709 році був призначений великим гетьманом литовським. Староста мстиславський і тельшеський. Князь з роду Огінських.

## Біографія
Син Яна Огінського та Ганни Семашко. Дружина — Теофіла Чорторийська. Діти — Казимир Марціан Огінський та Ельжбета Магдалена Огінська.
З 1684 року — литовський підчаший, з 1687 року — литовський хорунжий, староста Тельшяйський.
23 червня 1698 року в Россієнах був обраний старостою жмудським. Брав участь в литовській громадянській війні 1696—1702 років проти роду Сапег. Брав участь у битві при Олькеніках, в якому велике об'єднане військо литовських магнатів перемогло армію Сапег. З 20 листопада 1703 року — польний гетьман литовський. У 1709 році на останньому році життя став великим гетьманом литовським.
Григорій підтримував дружні стосунки з російським царем Петром I. У березні 1703 під час Північної війни Огінський відняв у шведів литовську фортеця Біржі. Хоча вже 14 вересня 1704 шведська армія Левенгаупта повернула фортеця шведам.
Відомий як пристрасний любитель музики. При своєму дворі мав власний оркестр. Після Григорія всі Огінські протегували музиці, а деякі ставали музикантами.
За підтримку на виборах король Речі Посполитої Август Сильний нагородив Григорія Орденом Білого орла.